# Юманай (Ядринський район)
Юмана́й (рос. Юманай, чув. Юманай) — присілок у Чувашії Російської Федерації, у складі Старотіньгеського сільського поселення Ядринського району.
Населення — 100 осіб (2010; 122 в 2002, 133 в 1979, 239 в 1939, 207 в 1926, 173 в 1897, 126 в 1858). Національний склад — чуваші та росіяни.

## Історія
До 1866 року селяни мали статус державних, займались землеробством, тваринництвом, виробництвом взуття та одягу, слюсарством, бондарством. На початку 20 століття діяло 2 вітряки. 1930 року утворено колгосп «Полегшення праці». До 1927 року присілок входив до складу Шуматовської волості Ядринського повіту, з переходом на райони 1927 року — спочатку у складі Ядринського, у період 1939–1956 років — у складі Совєтського, після чого повернуто назад до складу Ядринського району.